# Буркхард фон Дорщат
Буркхард фон Дорщат (на немски: Burchard von Dorstadt; † 11 ноември 1357) е благородник от род фон Дорщат в района на Волфенбютел в Долна Саксония. Родът се нарича също „господари и графове фон Шладен“.
Той е син на Валтер фон Дорщат († сл. 1322) и съпругата му фон Волденберг, сестра на Хайнрих фон Волденберг († 1318), епископ на Хилдесхайм (1310 – 1318), дъщеря на граф Буркард II фон Вьолтингероде-Волденберг († 1273) и фон Арнщайн-Барби. Внук е на Конрад фон Дорщат (1232 – 1269) и Гертруд фон Амерслебен († 1262), дъщеря на Валтер фон Амерслебен († сл. 1239) и на Друткиндис (Гертруд).

## Фамилия
Буркхард фон Дорщат се жени пр. 9 септември 1311 г. за Юта фон Найндорф, дъщеря на Йордан фон Найндорф. Те имат четири сина и дъщеря.
- Конрад
- Буркхард
- Валтер II фон Дорщат (* ок. 1335; † сл. 1404), женен за графиня София фон Регенщайн (* 1328; † сл. 10 декември 1386), дъщеря на граф Албрехт II фон Регенщайн († 1347/1351) и Ютта фон Анхалт (* 1316), дъщеря на княз Албрехт I фон Анхалт-Цербст († 1316) и втората му съпруга Агнес фон Бранденбург († 1329), дъщеря на маркграф Конрад от Бранденбург-Стендал; имат син Бернхард II фон Дорщат († 1425)
- Лудвиг, домхер в Магдебург и Наумбург
- Илзаба, омъжена за Буркхард (Бусо) фон Алвенслебен